# 지쿠사촌 (미에현)
지쿠사촌(千種村)은 미에현 미에군에 설치되었던 촌이다. 현재의 고모노정에 해당한다.